# 延福寺 (阿拉善)
延福寺，俗称“王爷庙”，藏语名“格吉林”，位于内蒙古自治区阿拉善盟阿拉善左旗巴彦浩特镇，是一座藏传佛教格鲁派寺院。该寺是原阿拉善王爷的家庙，在定远营内。

## 简介
延福寺位于阿拉善左旗巴彦浩特镇王府街，是阿拉善三大寺院系统之一（其他两个是北寺福因寺，南寺广宗寺），也是阿拉善八大寺之一（八大寺是延福寺、广宗寺、福因寺 、昭化寺、承庆寺、宗乘寺、妙华寺、方等寺）。该寺始建于清朝雍正九年（1731年），是在“十六罗汉堂”的基础上扩建而成。该年，清政府将定远营正式赠与阿拉善王和囉哩之子阿宝作为王府，由此该寺被称作“王府庙”或“王爷庙”。历代阿拉善亲王均对该寺的发展作出了贡献。
乾隆二年至四年（1737年至1739年），根据六世达赖提议，自该寺挑选百名喇嘛，在今广宗寺接受系统的佛学教育。乾隆十年（1745年），阿拉善亲王罗卜藏多尔济为纪念父王阿宝的功德，用一万两白银建造了大雄宝殿及其他附属经殿，其中大雄宝殿为两层阁楼，由108个轮经组成，共四十九间。
乾隆二十四年（1759年），阿拉善旗王府向清廷呈请寺名。乾隆二十五年（1760年），获朝廷赐名“延福寺”，并赐四体文字书写的“延福寺”匾额，同时封该寺“甘珠尔”上师为“朝延大喇嘛”，要求其弘扬佛法、严明寺规、统管法务。
延福寺是阿拉善地区建成时间最早的寺，曾获六世达赖仓央嘉措以及迭斯尔德诺门汗等活佛及高僧的支持。该寺的属庙有宗乘寺、沙汞嘎庙、额尔博格庙、巴丹吉林庙、布日嘎苏台庙、布尔汗乌拉庙、贵西庙、敖包图庙等等。这些属庙的住持喇嘛均由延福寺委派，大喇嘛也由延福寺的权威喇嘛出任。
嘉庆十年（1805年），阿拉善亲王玛哈巴拉为纪念上尊亲王之功德，大力加强了延福寺的各项法务制度，并兴建了阿格巴殿、观音殿、达里克庙等等经殿，维修并扩建了金刚殿、药王殿。

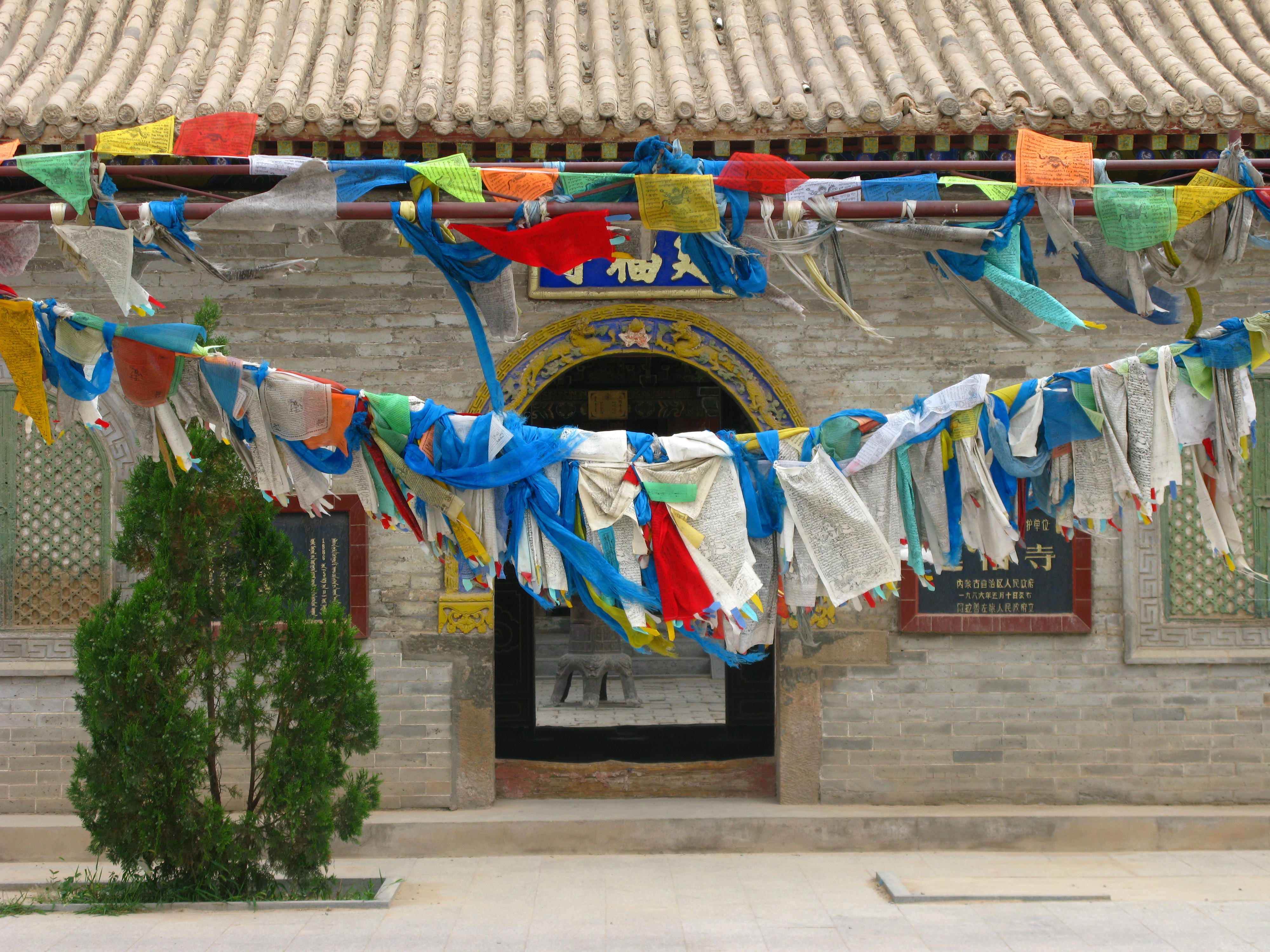
延福寺山门

民国十一年（1922年），经甘珠尔巴格西活佛提议，兴建了二十五间的东阔尔经殿，并且邀广宗寺（南寺）精通阔尔论理的丹巴老爷喇嘛担任该经殿的住持喇嘛。民国二十一年（1932年），阿拉善亲王达理札雅下令由阿拉善旗札萨克出资800块银元，重修大雄宝殿；达理札雅亲王的元福晋金允诚为表诚心，还个人出资装修大雄宝殿内部；为迎接九世班禅到来，专邀工匠制做了八狮宝座。此时，阿拉善旗札萨克的众臣也受到感动，纷纷出资装修延福寺各经殿。民国二十六年（1937年），阿拉善亲王达理札雅又下令修建专奉阿拉善佛和阿拉善土地爷的两层经殿。
民国二十六年（1937年）时，延福寺已成为规模宏大、僧人众多的大寺。其中，大雄宝殿已扩建为180间，药王殿25间，藏尼德殿25间，三时殿15间，观音殿13间，藏经殿12间，功德殿12间，阿拉善殿12间，金刚庙2间，轮经庙2间，雅尔尼殿12间，鼓楼、钟楼等大小13座经殿共326间，外加各经殿、庙仓等合计1061间。
文化大革命期间，延福寺遭受严重破坏。改革开放后，延福寺经过不断整修，已具备一定规模。到2012年，该寺有大小经殿十余座，僧人40多名，各项法事制度已较完善。延福寺也成为阿拉善的旅游景点之一。该寺和其他格鲁派寺庙一样，设有神学院，共分四大部，每部均有一座专用殿堂。寺内至今保存着清朝乾隆三十三年（1768年）所铸青铜香炉一只，直径0.85米，高2.2米。此外，寺内还有铸于乾隆五十五年（1790年）的大钟一口，钟声洪亮，每次敲击可响彻整个巴彦浩特镇。
1986年5月10日，“延福寺”被定为第二批内蒙古自治区文物保护单位。2006年，包括延福寺等建筑在内的定远营被公布为第六批全国重点文物保护单位。2008年4月7日，延福寺发生火灾。